# Coprosma foetidissima
Coprosma foetidissima là một loài thực vật có hoa trong họ Thiến thảo. Loài này được J.R.Forst. & G.Forst. mô tả khoa học đầu tiên năm 1775.

## Hình ảnh

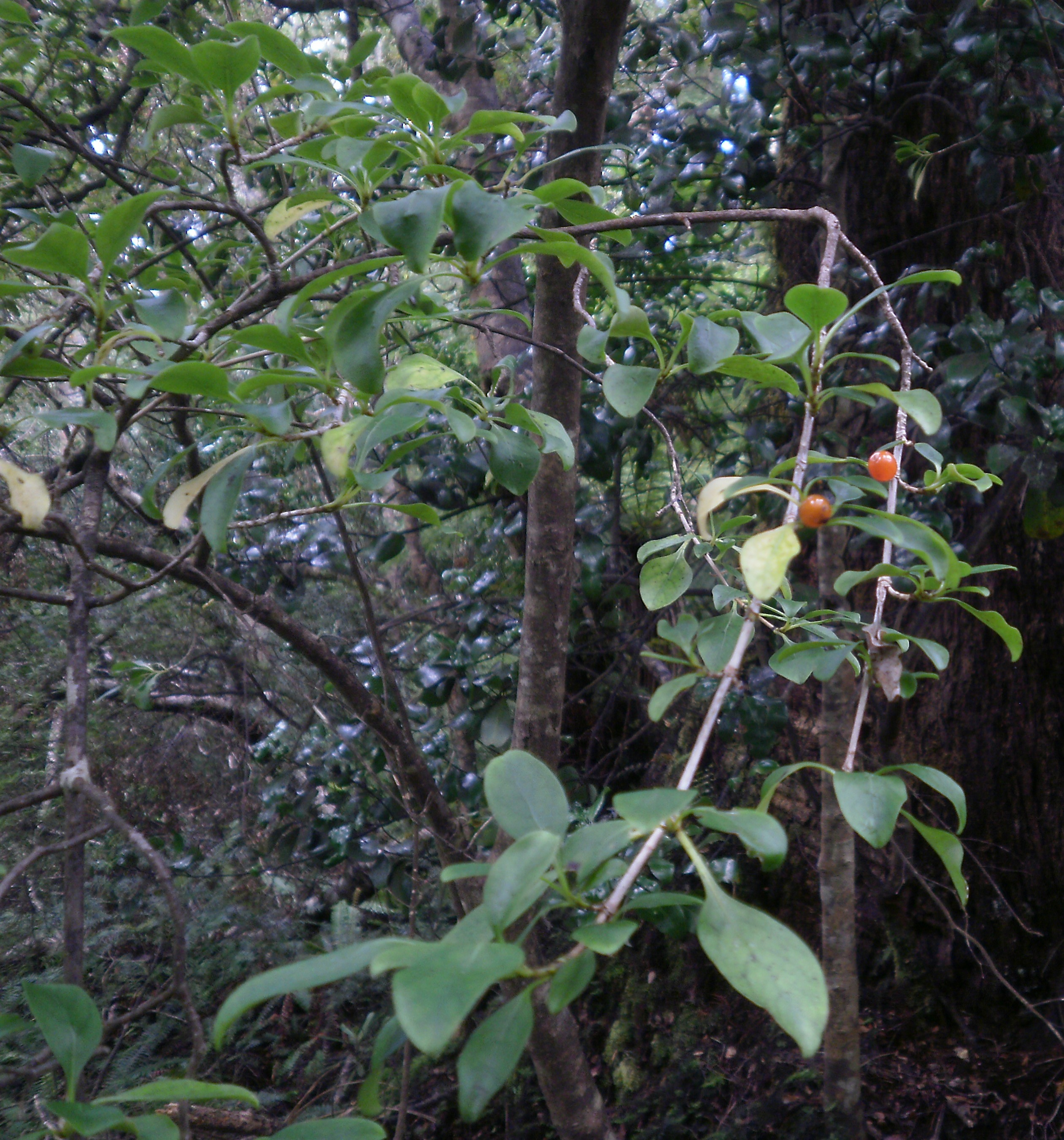
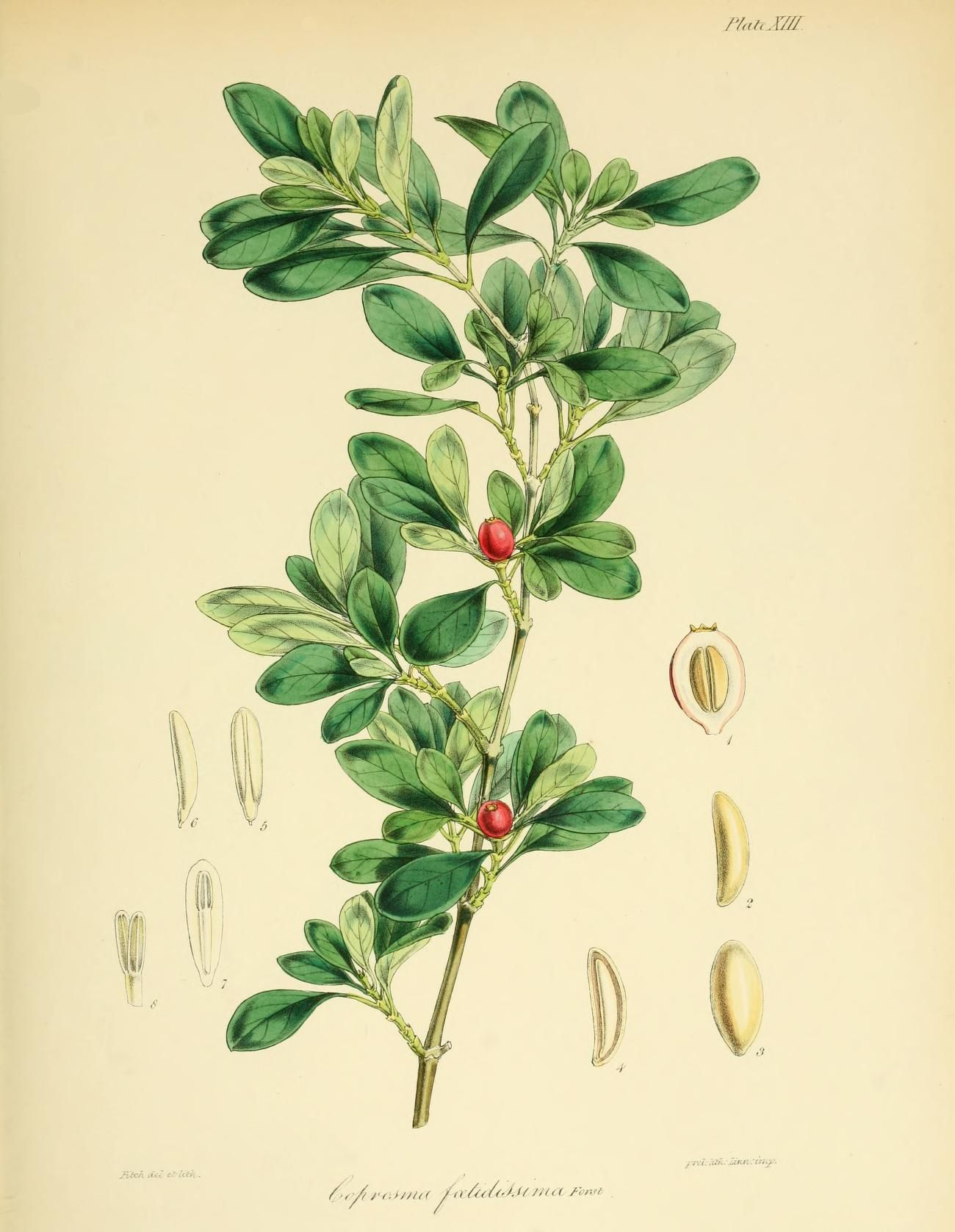
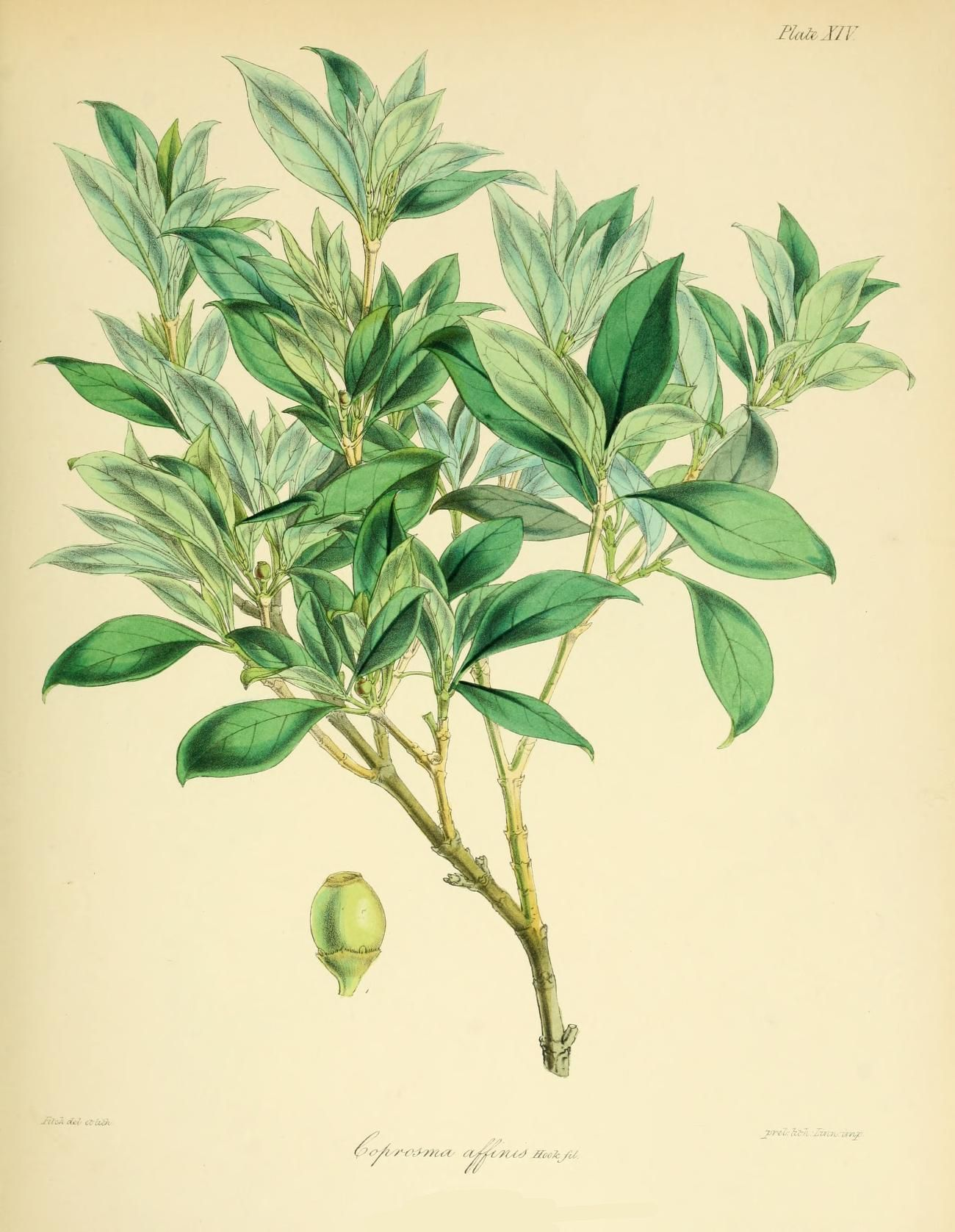